# Герб Козельщинського району
Герб Козе́льщинського райо́ну — офіційний символ Козельщинського району. Затверджений рішенням Козельщинської районної ради.
Автор герба — Леонтій Марченко.

## Опис герба
На блакитному тлі силует собору. Це символ Козельщинського краю, його гордість, берегиня від зла, незгод, свідчення високої духовності народу.
На рожевому тлі хліб-сіль на вишитому рушникові. Це символи національних традицій, їх розквіту, гостинності козельщан, їх народної творчості. Розкрита книжка з гусячим пером на колоски стиглої пшениці уособлюють високу духовність, народження видатних діячів світового значення, природні багатства землі, її велич, працьовитість мешканців, розквіт талантів літературної, пісенної та музичної творчості.
На малиновому тлі зображені шабля і стріла — головний елемент давнього герба Говтви, який вказує на історичну міцність, недоторканість земель, козацькі традиції.
На жовтому тлі зображена підкова — символ щастя, добра, любові, злагоди. Це елемент герба Полтавщини, а район — складова його частина.

## Символіка кольорів
Синій — земля з її природними багатствами, надія, боротьба за свободу і незалежність.
Золотий — сонце, енергія світла, космосу, добробут, доброта людей, праця, гідність.
Малиновий — найпоширеніший колір козацьких прапорів, символізує могутність, мужність, хоробрість, успіх, єдність.

## Великий герб
У Великому Гербі, навколо  Малого Герба — вінок із гілок дуба та кетягів калини, оповитий синьо-жовтою стрічкою, що підкреслює безпосередню приналежність до держави України. Вінчає герб напис «Козельщинський край».
Вінок із гілок дуба — символ підтримки високої енергетичної сили землі і людей, кетяги калини — це найперша ознака української оселі, пісенної творчості народів України, поетичний образ щедрості та багатства.                                       